# Heinrich Striehl

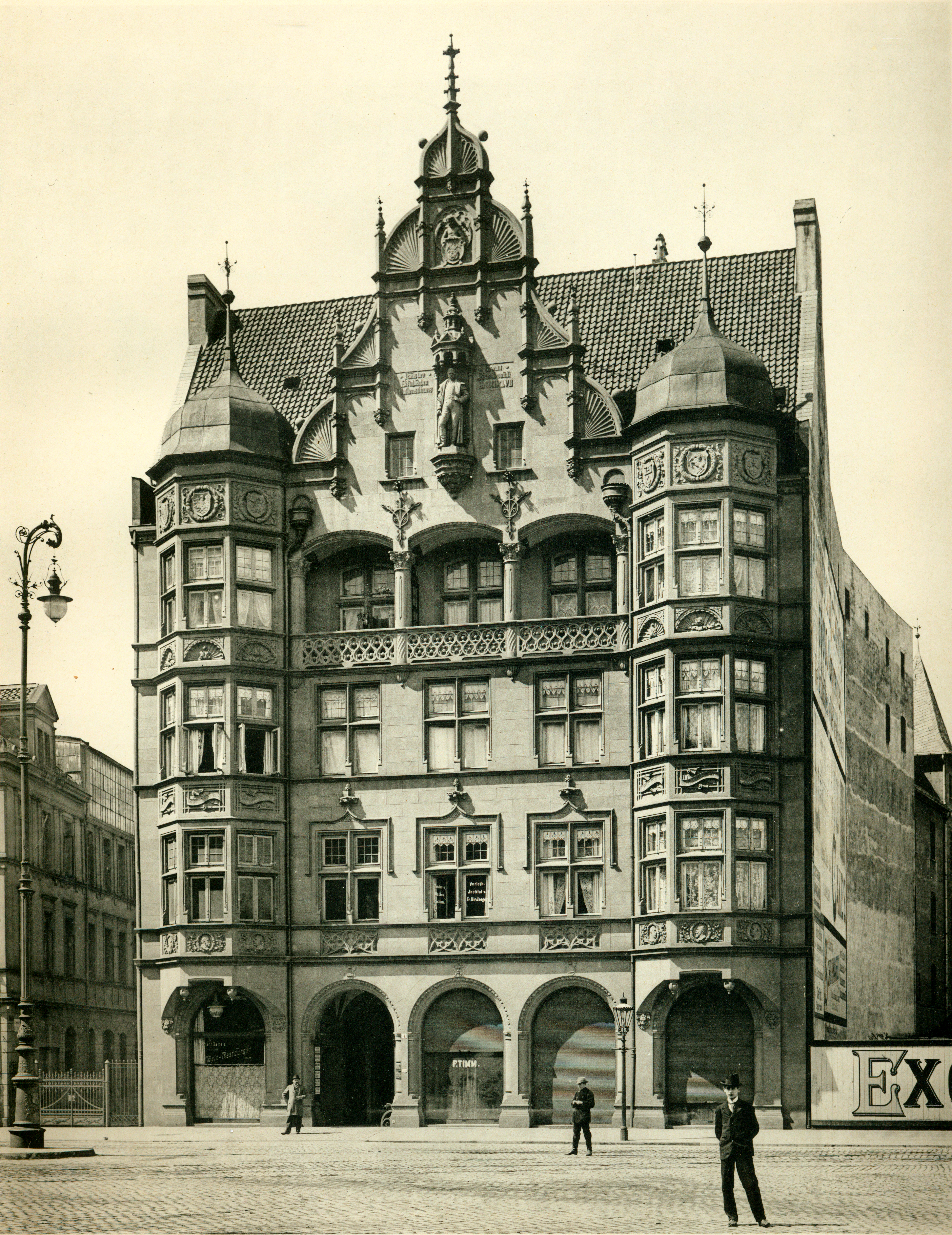
Skulptur des Stiftungsgründers von dem Bildhauer Roland Engelhard an dem 1897 von Hermann Schaedtler und anderen errichteten „Haus der Striehlschen Waisenstiftung“ an der (damaligen) Goseriede 4;
Lichtdruck nach einem Foto von Georg Alpers in den Blättern für Architektur und Kunsthandwerk

Heinrich Striehl (auch: Johann Heinrich Christian Striehl; getauft am 18. August 1770 in Hannover; † 2. Juli 1840 ebenda) war ein deutscher Hof-Zimmermeister, Kommunalpolitiker und Stiftungsgründer der Striehlschen Waisenstiftung.

## Leben

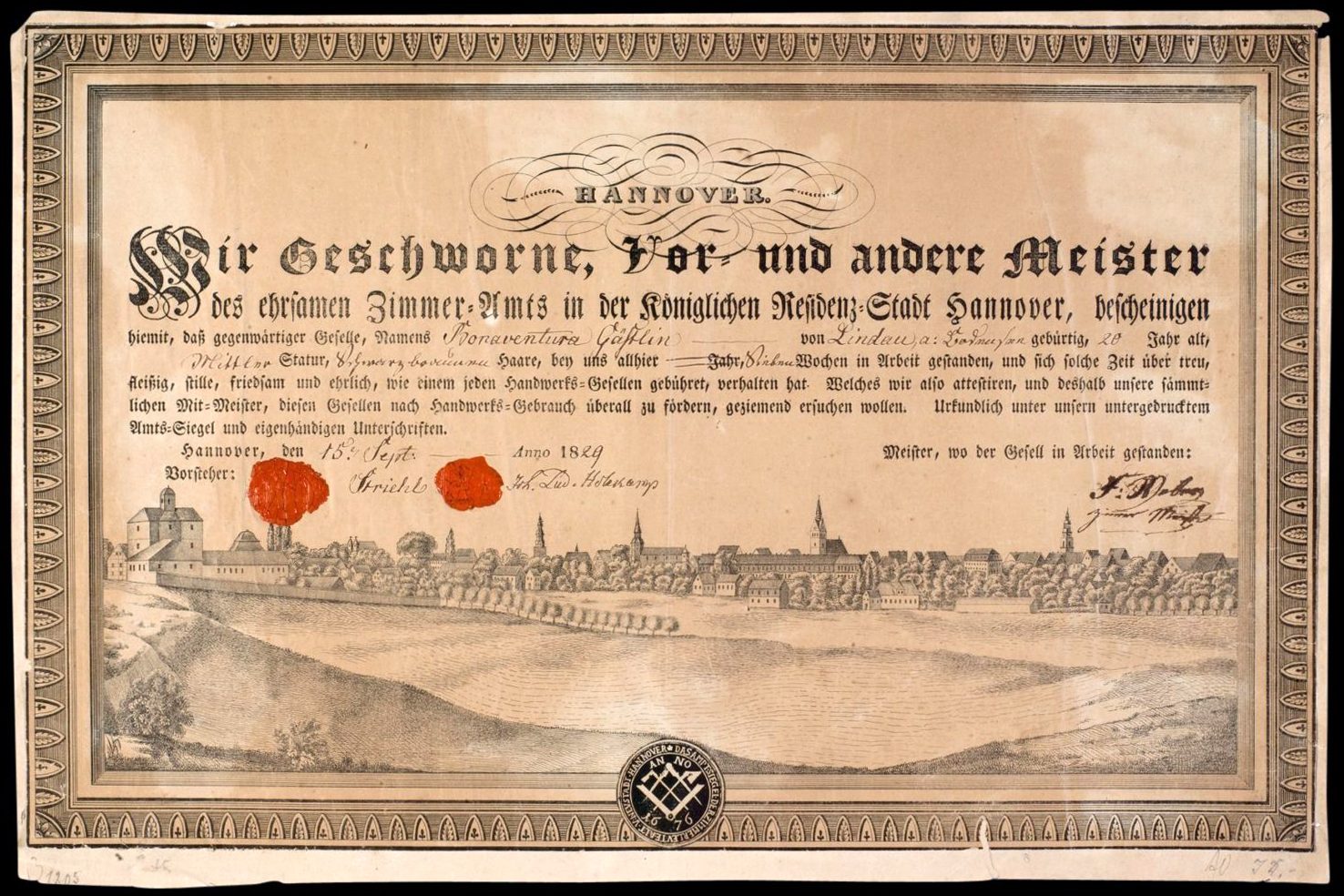
Kundschaft des Zimmeramts von Hannover von 1829 mit den Unterschriften von Heinrich Striehl und Johann Ludwig Holekamp;
im Archiv des Historischen Museums Hannover

Geboren noch zur Zeit des Kurfürstentums Hannover, wurde Johann Heinrich Christian Striehl erstmals während der sogenannten Franzosenzeit im Adressbuch der Stadt Hannover von 1804 als „Zimmermeister“ genannt, in den frühen Jahren des Königreichs Hannover ab 1817 dann als Hofzimmermeister.
1818 wurde Striehl noch neben dem Zimmermeister Johann Ludwig Weißhaar und Wilhelm Leopold als einer von drei „Hofbauamts-Ouvriers“ geführt.
Nachdem sich die Altstadt Hannover mit der Calenberger Neustadt gemäß der neuen Stadtverfassung 1824 vereinigt hatten, wurde Striehl zu einem der seinerzeit insgesamt 36 Bezirksvorsteher gewählt, die die Interessen der Bürgerschaft auf der Bezirksebene vertreten sollten.
1838 war Striehl als Hof-Zimmermeister neben dem Hof-Maurermeister und Steinhauer Ernst Ludwig Täntzel einer von zwei Hof-Bau-Ouvriers im Königreich Hannover.
Striehl war verheiratet mit Charlotte, geborene Basse († 2. Juli 1852), mit der er bereits am 1. Juli 1838 ein Testament aufgesetzt hatte zur Gründung einer Stiftung. Zunächst sollten aus dem Nachlass aber auch Legate in Form von lebenslangen Leibrenten für Verwandte gezahlt werden. Nach dem Tod des Ehepaars Striehl kam es zu einem längeren Klageverfahren bis zum Oberamtsgericht Celle um Auslegung und Anwendung eines Fideikommisses gegen die in Hannover lebende „Lieutenantin Sievers, geb. Basse, und die Ehefrau des Faktors Lohse, geb. Basse“.

## Werke (sofern eingepflegt)
- 1836, gemeinsam mit Ernst Ludwig Taentzel: Adolfstraße 2, das spätere Ernst-August-Palais[4]

## Striehlsche Waisenstiftung
→ Hauptartikel siehe Striehl'sche Waisenstiftung
Die Striehl'sche Waisenstiftung wurde im Januar 1857 errichtet und umfasste 1874 ein Kapital von 190.000 Talern. Die Stiftung zählte zu den bedeutendsten in der Geschichte der Stadt Hannover und hatte bis März 1973 Bestand.

## Ehrungen
- Für die Stiftungsgründer wurde ein Ehrengrab auf dem Stadtfriedhof Engesohde eingerichtet. Es findet sich heute in der Abteilung 25D, Grabnummer 23a–b.[5]
- Die 1860 angelegte Köhnstraße im heutigen hannoverschen Stadtteil Mitte wurde noch im selben Jahr umbenannt in Striehlstraße.[2]